# Campeonato Apertura 2018 (Costa Rica)
El Campeonato Apertura 2018 fue la edición 111.ª del campeonato de liga de la Primera División del fútbol costarricense.

## Sistema de competición
El torneo de la Liga FPD está conformado en dos partes:
- Fase de clasificación: Se integra por las 22 jornadas del torneo.
- Fase final: Se integra por los cuatro clubes mejor ubicados.

### Fase de clasificación
En la fase de clasificación se observará el sistema de puntos. La ubicación en la tabla general está sujeta a lo siguiente:
- Por juego ganado se obtendrán tres puntos.
- Por juego empatado se obtendrá un punto.
- Por juego perdido no se otorgan puntos.

En esta fase participan los 12 clubes de la Liga FPD jugando en cada torneo todos contra todos durante las 22 jornadas respectivas, a visita recíproca.
El orden de los clubes al final de la fase de calificación del torneo corresponderá a la suma de los puntos obtenidos por cada uno de ellos y se presentará en forma descendente. Si al finalizar las 22 jornadas del torneo, dos o más clubes estuviesen empatados en puntos, su posición en la tabla general será determinada atendiendo a los siguientes criterios de desempate:
1. Mayor diferencia positiva general de goles. Este resultado se obtiene mediante la sumatoria de los goles anotados a todos los rivales, en cada campeonato menos los goles recibidos de estos.
2. Mayor cantidad de goles a favor, anotados a todos los rivales dentro de la misma competencia.
3. Mejor puntuación particular que hayan conseguido en las confrontaciones particulares entre ellos mismos.
4. Mayor diferencia positiva particular de goles, la cual se obtiene sumando los goles de los equipos empatados y restándole los goles recibidos.
5. Mayor cantidad de goles a favor que hayan conseguido en las confrontaciones entre ellos mismos.
6. Como última alternativa, la UNAFUT realizaría un sorteo para el desempate.

### Fase final
Los cuatro clubes mejor ubicados en la tabla de posiciones clasifican a la fase eliminatoria. Los dos primeros tienen derecho a cerrar la serie como local, y en caso de un empate en los encuentros de ida y vuelta de las semifinales, pasará a la siguiente ronda el equipo que anote mayor cantidad de goles como visitante, en caso de que la igualdad persista, se procederá a tiempos extras y finalmente penales. La primera etapa se desarrolla de la siguiente manera:
En la final se reubican los clubes de acuerdo con su posición en la tabla, para determinar el conjunto local y visitante en los juegos de ida y vuelta, respectivamente, para este torneo se tomará en cuenta el gol de visitante en caso de empate en la serie. Además el equipo que concluya de primero en la fase regular avanza directamente a una final en caso de que no clasifique en las semifinales, jugaría una Final Nacional ante el ganador de esta fase.
El conjunto vencedor del torneo recibirá un cupo para la Liga de Campeones de la Concacaf 2019-20.

## Arbitraje
A continuación se mencionarán los árbitros que estarán presentes en el campeonato:
| - Álvaro Acuña Torres - Ricardo Montero Araya (2011) - Jimmy Torres Taylor - Benjamín Pineda - Henry Bejarano Matarrita (2011) - Juan Gabriel Calderón (2017) - Steven Madrigal Fallas - Cristian Rodríguez Rodríguez - Adrián Chinchilla Chaves - Keylor Herrera Villalobos | - Pedro Navarro Torres - Andrey Vega Chinchilla - Josué Ugalde Aguilar - Allen Quirós (2016) - Adrián Elizondo Badilla - Geiner Zúñiga Molina - David Gómez Araya - Isaac Mendoza Cárdenas |

### Uniformes
| Uniforme Arbitral Negro | Uniforme Arbitral Verde | Uniforme Arbitral Naranja |

## Trofeo
Desde su implementación en el verano 2012, el trofeo de campeón cuenta con 32 pulgadas de altura, mientras que su diámetro es de 12. Tiene como características el balón de fútbol en la parte superior y los detalles en el cuerpo, ambos fabricados con oro; estos dos son sostenidos por una barra hecha de plata y su base es escalonada, realizada con el metal dorado. El título de subcampeón mide 30 pulgadas de alto y 9.5 de diámetro, totalmente de plata. Los dos premios son de manufactura italiana. Además, los finalistas reciben las respectivas medallas, de oro para el campeón y de plata para el subcampeón. Estas últimas son importadas de Estados Unidos, tienen medidas de 5 centímetros de diámetro y 3 milímetros de grosor. La inversión de todos estos elementos es de $5.000.
| Trofeo del Campeón | Trofeo del Subcampeón |
| ------------------ | --------------------- |
|                    |                       |

## Equipos por provincia
| Saprissa Herediano Guadalupe Alajuelense Carmelita Grecia UCR San Carlos Pérez Zeledón Cartaginés Limón Santos |

| Provincia | N.º | Equipos                                                                        |
| --------- | --- | ------------------------------------------------------------------------------ |
| San José  | 4   | Deportivo Saprissa Guadalupe F.C. Pérez Zeledón Universidad de Costa Rica F.C. |
| Alajuela  | 4   | A.D. Carmelita L.D. Alajuelense Municipal Grecia A.D. San Carlos               |
| Limón     | 2   | Limón F.C. Santos de Guápiles                                                  |
| Heredia   | 1   | C.S. Herediano                                                                 |
| Cartago   | 1   | C.S. Cartaginés                                                                |

## Ascenso y descenso
| Pos  | a la Liga de Ascenso |
| ---- | -------------------- |
| 12.º | Municipal Liberia    |

| Pos | a la Liga FPD    |
| --- | ---------------- |
| 1.º | A. D. San Carlos |

## Información de los equipos
| Equipo           | Entrenador        | Ciudad                   | Estadio                                     | Capacidad | Fundación       | Patrocinador       | Kit           | Televisora |
| ---------------- | ----------------- | ------------------------ | ------------------------------------------- | --------- | --------------- | ------------------ | ------------- | ---------- |
| Alajuelense      | Luis Diego Arnáez | Alajuela                 | Estadio Alejandro Morera Soto               | 17.895    | 1919 (98 años)  | Claro              | Kelme         |            |
| Carmelita        | Luis José Herra   | Alajuela                 | Estadio Rafael Bolaños                      | 4.500     | 1948 (69 años)  | Almacenes Decavisa | Monarca       |            |
| Cartaginés       | Martin Arriola    | Cartago                  | Estadio José Rafael "Fello" Meza Ivancovich | 13.500    | 1906 (111 años) | Bancrédito         | Joma          |            |
| Grecia           | Walter Centeno    | Grecia, Alajuela         | Estadio Allen Riggioni                      | 4.000     | 1998 (19 años)  | Transdatelecom     | Living Sport  |            |
| Guadalupe        | Geiner Segura     | Goicoechea, San José     | Estadio José Joaquín "Coyella" Fonseca      | 4.500     | 2017 (0 años)   | Papa John's Pizza  | Pirma         |            |
| Herediano        | Jafet Soto        | Heredia                  | Estadio Eladio Rosabal Cordero              | 8.721     | 1921 (96 años)  | Kölbi              | Umbro         |            |
| A. D. San Carlos | Martin Cardetti   | Ciudad Quesada, Alajuela | Estadio Carlos Ugalde Álvarez               | 5.600     | 1965 (52 años)  | Dos Pinos          | ARN           |            |
| Limón F.C.       | Marvin Solano     | Limón                    | Estadio Juan Gobán                          | 3.000     | 1961 (56 años)  |                    | Living Sport  |            |
| Pérez Zeledón    | José Giacone      | Pérez Zeledón, San José  | Estadio Municipal de Pérez Zeledón          | 6.100     | 1991 (26 años)  | Kölbi              | Textiles JB   |            |
| A.D. Santos      | Johnny Chaves     | Guápiles, Limón          | Estadio Ebal Rodríguez                      | 4.500     | 1961 (56 años)  | Grupo Colono       | Capelli Sport |            |
| Saprissa         | Vladimir Quesada  | Tibás, San José          | Estadio Ricardo Saprissa Aymá               | 23.112    | 1935 (82 años)  | Bimbo              | Kappa         |            |
| UCR F.C.         | Minor Díaz        | Desamparados, San José   | Estadio Jorge Hernán "Cuty" Monge           | 5.500     | 1941 (76 años)  |                    | Saeta         |            |

### Cambios de entrenadores
| Equipo                         | Entrenador (jornadas)                                                                   |
| ------------------------------ | --------------------------------------------------------------------------------------- |
| Limón F.C.                     | Horacio Esquivel (1-7) Ricardo Allen* (8-12) Marvin Solano (13-22)                      |
| C.S. Herediano                 | Jaime de la Pava (1-9) Jafet Soto* (10) Paulo César Wanchope (11-18) Jafet Soto* (19-). |
| C.S. Cartaginés                | Paulo César Wanchope (1-10) Martin Arriola* (11-22).                                    |
| Carmelita                      | Mario Víquez (1-18) Luis José Herra (19-22).                                            |
| Universidad de Costa Rica F.C. | Octavio Bermúdez (1-19) Minor Díaz (20-22)                                              |

(*) Entrenador interino. Las jornadas de la fase de clasificación abarcan desde la 1 hasta la 22.

## Estadios
| |                                                                                           |                                                                                          |
| |                                                                                           |                                                                                          |
| Estadio Ricardo Saprissa Ciudad: Tibás, San José Capacidad: 23.112 Club: Deportivo Saprissa          | Estadio Morera Soto Ciudad: Alajuela Capacidad: 17.895 Club: Alajuelense                  | Estadio "Fello" Meza Ciudad: Cartago Capacidad: 13.500 Club: Cartaginés                  |
| |                                                                                           |                                                                                          |
| Estadio Rosabal Cordero Ciudad: Heredia Capacidad: 9000 Club: Herediano                              | Estadio Municipal Ciudad: Pérez Zeledón, San José Capacidad: 6.100 Club: Pérez Zeledón    | Estadio Carlos Ugalde Ciudad: San Carlos, Alajuela Capacidad: 6.500 Club: San Carlos     |
| |                                                                                           |                                                                                          |
| Estadio "Cuty" Monge Ciudad: Desamparados, San José Capacidad: 6.000 Club: Universidad de Costa Rica | Estadio "Coyella" Fonseca Ciudad: Goicoechea, San José Capacidad: 4.500 Clubes: Guadalupe | Estadio Ebal Rodríguez Ciudad: Guápiles, Limón Capacidad: 4.500 Club: Santos de Guápiles |
| |                                                                                           |                                                                                          |
| Estadio Allen Riggioni Ciudad: Grecia, Alajuela Capacidad: 4.000 Club: Grecia                        | Estadio Juan Gobán Ciudad: Limón Capacidad: 3.100 Club: Limón                             | Estadio Rafael Bolaños Ciudad: Alajuela Capacidad: 2.500 Club: Carmelita                 |

## Fase de clasificación

### Tabla de posiciones
|     | Equipos                        |  | PJ | PG | PE | PP | GF | GC | Dif. | Pts. |
| --- | ------------------------------ |  | -- | -- | -- | -- | -- | -- | ---- | ---- |
| 1.  | Deportivo Saprissa             |  | 22 | 14 | 6  | 2  | 45 | 17 | +28  | 48   |
| 2.  | L.D. Alajuelense               |  | 22 | 16 | 0  | 6  | 44 | 22 | +22  | 48   |
| 3.  | A. D. San Carlos               |  | 22 | 11 | 5  | 6  | 38 | 29 | +9   | 38   |
| 4.  | C.S. Herediano                 |  | 22 | 11 | 5  | 6  | 35 | 26 | +9   | 38   |
| 5.  | Pérez Zeledón                  |  | 22 | 10 | 7  | 5  | 31 | 24 | +7   | 37   |
| 6.  | C.S. Cartaginés                |  | 22 | 8  | 8  | 6  | 40 | 34 | +6   | 32   |
| 7.  | Santos de Guápiles             |  | 22 | 7  | 4  | 11 | 26 | 29 | -3   | 25   |
| 8.  | A.D. Carmelita                 |  | 22 | 6  | 6  | 10 | 31 | 40 | -9   | 24   |
| 9.  | Municipal Grecia               |  | 22 | 7  | 3  | 12 | 27 | 35 | -9   | 24   |
| 10. | Guadalupe F.C.                 |  | 22 | 6  | 5  | 11 | 25 | 40 | -15  | 23   |
| 11. | Limón F.C.                     |  | 22 | 5  | 5  | 12 | 27 | 43 | -16  | 20   |
| 12. | Universidad de Costa Rica F.C. |  | 22 | 2  | 4  | 16 | 23 | 52 | -29  | 10   |

| Simbología |
| --- |
| Pos – Posición; PJ – Partidos Jugados; PG - Partidos Ganados; PE - Partidos Empatados; PP - Partidos Perdidos; GF – Goles a Favor; GC – Goles en Contra; DIF – Diferencia de Goles; PTS - Puntos. |

|  | Líder, clasifica a la final y a las semifinales (1.er Lugar). |
|  | Clasifican a las semifinales (2.º a 4.º Lugar).               |
|  | Último lugar.                                                 |

### Evolución de la clasificación
| Equipo / Jornada                          | 01 | 02 | 03 | 04 | 05 | 06 | 07 | 08 | 09 | 10 | 11 | 12 | 13 | 14 | 15 | 16 | 17 | 18 | 19 | 20 | 21 | 22 |
| ----------------------------------------- | -- | -- | -- | -- | -- | -- | -- | -- | -- | -- | -- | -- | -- | -- | -- | -- | -- | -- | -- | -- | -- | -- |
| Saprissa                                  | 3  | 3  | 2  | 1  | 1  | 1  | 1  | 1  | 1  | 1  | 1  | 2  | 1  | 1  | 2  | 2  | 2  | 2  | 2  | 1  | 1  | 1  |
| Alajuelense                               | 2  | 6  | 3  | 6  | 4  | 3  | 2  | 3  | 2  | 2  | 2  | 1  | 2  | 2  | 1  | 1  | 1  | 1  | 1  | 2  | 2  | 2  |
| San Carlos                                | 4  | 4  | 7  | 5  | 6  | 6  | 6  | 4  | 6  | 6  | 5  | 3  | 4  | 4  | 4  | 4  | 3  | 3  | 3  | 3  | 4  | 3  |
| Herediano                                 | 1  | 1  | 1  | 3  | 2  | 5  | 5  | 2  | 5  | 3  | 3  | 4  | 3  | 3  | 3  | 3  | 4  | 6  | 5  | 5  | 5  | 4  |
| Pérez Zeledón                             | 10 | 8  | 4  | 2  | 5  | 4  | 3  | 5  | 3  | 4  | 6  | 6  | 5  | 5  | 5  | 5  | 5  | 4  | 4  | 4  | 3  | 5  |
| Cartaginés                                | 6  | 2  | 5  | 8  | 8  | 8  | 7  | 7  | 8  | 9  | 8  | 7  | 6  | 7  | 6  | 6  | 6  | 5  | 6  | 6  | 6  | 6  |
| Santos                                    | 9  | 7  | 10 | 11 | 10 | 11 | 10 | 9  | 7  | 7  | 7  | 8  | 8  | 8  | 7  | 8  | 8  | 7  | 9  | 10 | 10 | 7  |
| Carmelita                                 | 7  | 10 | 8  | 4  | 3  | 2  | 4  | 6  | 4  | 5  | 4  | 5  | 7  | 6  | 8  | 7  | 7  | 8  | 8  | 8  | 7  | 8  |
| Grecia                                    | 11 | 12 | 9  | 10 | 11 | 10 | 11 | 11 | 11 | 11 | 10 | 11 | 10 | 10 | 9  | 9  | 9  | 9  | 7  | 7  | 8  | 9  |
| Guadalupe                                 | 5  | 5  | 6  | 9  | 7  | 7  | 8  | 8  | 9  | 8  | 9  | 9  | 9  | 9  | 10 | 10 | 10 | 10 | 10 | 9  | 9  | 10 |
| Limón                                     | 8  | 11 | 12 | 12 | 12 | 12 | 12 | 12 | 12 | 12 | 12 | 12 | 12 | 12 | 11 | 11 | 11 | 11 | 11 | 11 | 11 | 11 |
| UCR                                       | 12 | 9  | 11 | 7  | 9  | 9  | 9  | 10 | 10 | 10 | 11 | 10 | 11 | 11 | 12 | 12 | 12 | 12 | 12 | 12 | 12 | 12 |
| Última actualización:11 de noviembre 2018 |    |    |    |    |    |    |    |    |    |    |    |    |    |    |    |    |    |    |    |    |    |    |

### Resumen de resultados
| Local / Visita                             | ADC   | GRE   | GFC   | UCR   | CSC   | CSH   | SAP   | LDA   | LFC   | MPZ   | SNC   | SAN   |
| ------------------------------------------ | ----- | ----- | ----- | ----- | ----- | ----- | ----- | ----- | ----- | ----- | ----- | ----- |
| A.D. Carmelita                             |       | 1 - 2 | 3 - 0 | 3 - 2 | 1 - 1 | 0 - 0 | 2 - 2 | 0 - 1 | 2 - 1 | 1 - 1 | 2 - 4 | 0 - 3 |
| Municipal Grecia                           | 2 - 0 |       | 2 - 0 | 2 - 1 | 1 - 1 | 2 - 0 | 1 - 3 | 1 - 4 | 1 - 2 | 1 - 2 | 1 - 0 | 1 - 1 |
| Guadalupe F.C.                             | 2 - 1 | 1 - 1 |       | 1 - 0 | 1 - 1 | 2 - 2 | 0 - 2 | 0 - 2 | 3 - 1 | 1 - 1 | 2 - 3 | 2 - 1 |
| Universidad de Costa Rica F.C.             | 3 - 4 | 3 - 1 | 1 - 1 |       | 1 - 2 | 1 - 1 | 0 - 4 | 1 - 2 | 2 - 2 | 0 - 2 | 1 - 2 | 2 - 1 |
| C.S. Cartaginés                            | 3 - 2 | 2 - 3 | 5 - 1 | 2 - 2 |       | 3 - 2 | 0 - 1 | 2 - 3 | 3 - 0 | 3 - 0 | 1 - 1 | 4 - 3 |
| C.S. Herediano                             | 2 - 0 | 4 - 2 | 2 - 1 | 4 - 0 | 0 - 0 |       | 2 - 0 | 1 - 0 | 6 - 2 | 0 - 1 | 1 - 0 | 3 - 0 |
| Deportivo Saprissa                         | 3 - 0 | 1 - 0 | 2 - 0 | 4 - 0 | 4 - 1 | 1 - 0 |       | 2 - 1 | 4 - 0 | 2 - 2 | 3 - 3 | 2 - 1 |
| L.D. Alajuelense                           | 2 - 3 | 2 - 0 | 3 - 1 | 5 - 1 | 2 - 1 | 6 - 1 | 1 - 0 |       | 1 - 0 | 1 - 2 | 2 - 1 | 1 - 0 |
| Limón F.C.                                 | 1 - 1 | 2 - 1 | 5 - 2 | 3 - 1 | 1 - 3 | 3 - 0 | 1 - 1 | 0 - 1 |       | 0 - 3 | 1 - 2 | 0 - 2 |
| Pérez Zeledón                              | 2 - 2 | 2 - 1 | 0 - 1 | 2 - 0 | 1 - 1 | 1 - 1 | 0 - 2 | 3 - 1 | 1 - 1 |       | 2 - 1 | 2 - 1 |
| A. D. San Carlos                           | 1 - 2 | 2 - 1 | 2 - 1 | 2 - 0 | 1 - 1 | 1 - 2 | 2 - 2 | 2 - 1 | 2 - 0 | 2 - 1 |       | 2 - 2 |
| Santos de Guápiles                         | 2 - 1 | 2 - 0 | 0 - 2 | 2 - 1 | 3 - 0 | 0 - 1 | 0 - 0 | 0 - 2 | 1 - 1 | 1 - 0 | 0 - 2 |       |
| Última actualización: 11 de noviembre 2018 |       |       |       |       |       |       |       |       |       |       |       |       |

|  | Victoria del conjunto local     |
|  | Empate                          |
|  | Victoria del conjunto visitante |

### Jornadas
- Los horarios son correspondientes al tiempo de Costa Rica (UTC-6).
- El calendario de los partidos se dio a conocer el 20 de junio de 2017.[9]

#### Primera vuelta
| C.S. Herediano     | 4 - 0 | Universidad de Costa Rica F.C. | Rosabal Cordero  | 21 de julio | 20:00 |  |
| Municipal Grecia   | 1 - 4 | L.D. Alajuelense               | Allen Riggioni   | 22 de julio | 11:00 |  |
| A.D. Carmelita     | 1 - 1 | C.S. Cartaginés                | Rafael Bolaños   | 22 de julio | 13:30 |  |
| Pérez Zeledón      | 0 - 1 | Guadalupe F.C.                 | "Cuty" Monge     | 22 de julio | 15:00 |  |
| Limón F.C.         | 1 - 2 | A. D. San Carlos               | Juan Gobán       | 22 de julio | 15:00 |  |
| Deportivo Saprissa | 2 - 1 | Santos de Guápiles             | Ricardo Saprissa | 22 de julio | 16:00 |  |
| Total de goles:18  |       |                                |                  |             |       |  |

| A. D. San Carlos               | 2 - 2 | Deportivo Saprissa | Carlos Ugalde     | 28 de julio | 19:30 |  |
| L.D. Alajuelense               | 1 - 2 | Pérez Zeledón      | Morera Soto       | 28 de julio | 19:30 |  |
| C.S. Cartaginés                | 3 - 0 | Limón F.C.         | "Fello" Meza      | 29 de julio | 11:00 |  |
| Universidad de Costa Rica F.C. | 3 - 1 | Municipal Grecia   | "Cuty" Monge      | 29 de julio | 13:00 |  |
| Santos de Guápiles             | 2 - 1 | A.D. Carmelita     | Ebal Rodríguez    | 29 de julio | 15:30 |  |
| Guadalupe F.C.                 | 2 - 2 | C.S. Herediano     | "Coyella" Fonseca | 29 de julio | 17:05 |  |
| Total de goles:21              |       |                    |                   |             |       |  |

| Pérez Zeledón                  | 2 - 1 | A. D. San Carlos   | Morera Soto     | 4 de agosto | 14:00 |  |
| C.S. Herediano                 | 3 - 0 | Santos de Guápiles | Rosabal Cordero | 4 de agosto | 20:00 |  |
| C.S. Cartaginés                | 2 - 3 | L.D. Alajuelense   | "Fello" Meza    | 5 de agosto | 11:00 |  |
| Municipal Grecia               | 2 - 0 | Guadalupe F.C.     | Allen Riggioni  | 5 de agosto | 11:00 |  |
| A.D. Carmelita                 | 2 - 1 | Limón F.C.         | Rafael Bolaños  | 5 de agosto | 13:30 |  |
| Universidad de Costa Rica F.C. | 0 - 4 | Deportivo Saprissa | "Cuty" Monge    | 5 de agosto | 15:00 |  |
| Total de goles:20              |       |                    |                 |             |       |  |

| L.D. Alajuelense               | 2 - 3 | A.D. Carmelita     | Morera Soto       | 11 de agosto | 19:30 |  |
| A. D. San Carlos               | 2 - 1 | Municipal Grecia   | Carlos Ugalde     | 11 de agosto | 19:30 |  |
| Universidad de Costa Rica F.C. | 2 - 1 | Santos de Guápiles | "Cuty" Monge      | 12 de agosto | 14:00 |  |
| Limón F.C.                     | 0 - 3 | Pérez Zeledón      | Juan Gobán        | 12 de agosto | 15:05 |  |
| Deportivo Saprissa             | 1 - 0 | C.S. Herediano     | Ricardo Saprissa  | 12 de agosto | 16:00 |  |
| Guadalupe F.C.                 | 1 - 1 | C.S. Cartaginés    | "Coyella" Fonseca | 12 de agosto | 17:00 |  |
| Total de goles:17              |       |                    |                   |              |       |  |

| C.S. Herediano    | 4 - 2 | Municipal Grecia               | Rosabal Cordero   | 18 de agosto | 20:05 |                     |
| C.S. Cartaginés   | 1 - 1 | A. D. San Carlos               | "Fello" Meza      | 19 de agosto | 11:00 |                     |
| A.D. Carmelita    | 3 - 2 | Universidad de Costa Rica F.C. | Rafael Bolaños    | 19 de agosto | 13:30 |                     |
| Limón F.C.        | 0 - 1 | L.D. Alajuelense               | Juan Gobán        | 19 de agosto | 15:00 |                     |
| Guadalupe F.C.    | 2 - 1 | Santos de Guápiles             | ”Coyella” Fonseca | 19 de agosto | 15:00 | No hubo transmisión |
| Pérez Zeledón     | 0 - 2 | Deportivo Saprissa             | Rosabal Cordero   | 19 de agosto | 16:00 |                     |
| Total de goles:19 |       |                                |                   |              |       |                     |

| Universidad de Costa Rica F.C. | 0 - 2 | Pérez Zeledón    | "Cuty" Monge     | 25 de agosto | 15:00 |  |
| C.S. Herediano                 | 0 - 0 | C.S. Cartaginés  | Rosabal Cordero  | 25 de agosto | 20:05 |  |
| Deportivo Saprissa             | 2 - 0 | Guadalupe F.C.   | Ricardo Saprissa | 26 de agosto | 11:00 |  |
| Municipal Grecia               | 1 - 2 | Limón F.C.       | Allen Riggioni   | 26 de agosto | 13:05 |  |
| Santos de Guápiles             | 0 - 2 | L.D. Alajuelense | Nacional         | 26 de agosto | 13:30 |  |
| A. D. San Carlos               | 1 - 2 | A.D. Carmelita   | Carlos Ugalde    | 26 de agosto | 16:00 |  |
| Total de goles:12              |       |                  |                  |              |       |  |

| A.D. Carmelita    | 1 - 2 | Municipal Grecia               | Rafael Bolaños    | 1 de septiembre | 13:30 |                     |
| L.D. Alajuelense  | 1 - 0 | Deportivo Saprissa             | Morera Soto       | 2 de septiembre | 11:00 |                     |
| Pérez Zeledón     | 1 - 1 | C.S. Herediano                 | "Cuty" Monge      | 2 de septiembre | 13:30 |                     |
| Limón F.C.        | 0 - 2 | Santos de Guápiles             | Juan Gobán        | 2 de septiembre | 15:00 | No hubo transmisión |
| Guadalupe F.C.    | 2 - 3 | A. D. San Carlos               | "Coyella" Fonseca | 2 de septiembre | 15:00 |                     |
| C.S. Cartaginés   | 2 - 2 | Universidad de Costa Rica F.C. | "Fello" Meza      | 2 de septiembre | 16:00 |                     |
| Total de goles:17 |       |                                |                   |                 |       |                     |

| Santos de Guápiles             | 1 - 0 | Pérez Zeledón    | "Cuty" Monge     | 5 de septiembre | 15:00 |  |
| Municipal Grecia               | 1 - 1 | C.S. Cartaginés  | Allen Riggioni   | 5 de septiembre | 15:00 |  |
| A. D. San Carlos               | 2 - 1 | L.D. Alajuelense | Carlos Ugalde    | 5 de septiembre | 19:30 |  |
| Deportivo Saprissa             | 4 - 0 | Limón F.C.       | Ricardo Saprissa | 5 de septiembre | 20:00 |  |
| C.S. Herediano                 | 2 - 0 | A.D. Carmelita   | Rosabal Cordero  | 5 de septiembre | 20:00 |  |
| Universidad de Costa Rica F.C. | 1 - 1 | Guadalupe F.C.   | "Cuty" Monge     | 6 de septiembre | 15:00 |  |
| Total de goles:14              |       |                  |                  |                 |       |  |

| A. D. San Carlos  | 2 - 2 | Santos de Guápiles             | Carlos Ugalde  | 8 de septiembre | 19:30 |  |
| L.D. Alajuelense  | 6 - 1 | C.S. Herediano                 | Morera Soto    | 9 de septiembre | 11:00 |  |
| Municipal Grecia  | 1 - 2 | Pérez Zeledón                  | Allen Riggioni | 9 de septiembre | 13:05 |  |
| A.D. Carmelita    | 3 - 0 | Guadalupe F.C.                 | Rafael Bolaños | 9 de septiembre | 14:30 |  |
| Limón F.C.        | 3 - 1 | Universidad de Costa Rica F.C. | Juan Gobán     | 9 de septiembre | 15:05 |  |
| C.S. Cartaginés   | 0 - 1 | Deportivo Saprissa             | "Fello" Meza   | 9 de septiembre | 16:00 |  |
| Total de goles:22 |       |                                |                |                 |       |  |

| Universidad de Costa Rica F.C. | 1 - 2 | L.D. Alajuelense | "Cuty" Monge      | 12 de septiembre | 15:00 |                                    |
| Guadalupe F.C.                 | 3 - 1 | Limón F.C.       | "Coyella" Fonseca | 12 de septiembre | 15:00 |                                    |
| A.D. Carmelita                 | 1 - 1 | Pérez Zeledón    | Rafael Bolaños    | 12 de septiembre | 15:00 | Archivo:Teletica Deportes Logo.png |
| Deportivo Saprissa             | 1 - 0 | Municipal Grecia | Ricardo Saprissa  | 12 de septiembre | 20:00 |                                    |
| C.S. Herediano                 | 1 - 0 | A. D. San Carlos | Rosabal Cordero   | 12 de septiembre | 20:00 |                                    |
| Santos de Guápiles             | 3 - 0 | C.S. Cartaginés  | "Cuty" Monge      | 13 de septiembre | 15:05 |                                    |
| Total de goles:14              |       |                  |                   |                  |       |                                    |

| A. D. San Carlos   | 2 - 0 | Universidad de Costa Rica F.C. | Carlos Ugalde  | 15 de septiembre | 19:30 |  |
| C.S. Cartaginés    | 3 - 0 | Pérez Zeledón                  | "Fello" Meza   | 16 de septiembre | 11:00 |  |
| Municipal Grecia   | 1 - 1 | Santos de Guápiles             | Allen Riggioni | 16 de septiembre | 11:05 |  |
| A.D. Carmelita     | 2 - 2 | Deportivo Saprissa             | Rafael Bolaños | 16 de septiembre | 15:15 |  |
| L.D. Alajuelense   | 3 - 1 | Guadalupe F.C.                 | Morera Soto    | 16 de septiembre | 17:00 |  |
| Limón F.C.         | 3 - 0 | C.S. Herediano                 | Juan Gobán     | 10 de octubre    | 15:00 |  |
| Total de goles: 18 |       |                                |                |                  |       |  |

#### Segunda vuelta
| A. D. San Carlos               | 2 - 0 | Limón F.C.         | Carlos Ugalde                  | 22 de septiembre | 18:00 |  |
| Santos de Guápiles             | 0 - 0 | Deportivo Saprissa | Nacional                       | 22 de septiembre | 20:00 |  |
| C.S. Cartaginés                | 3 - 2 | A.D. Carmelita     | "Fello" Meza                   | 23 de septiembre | 11:00 |  |
| L.D. Alajuelense               | 2 - 0 | Municipal Grecia   | Morera Soto                    | 23 de septiembre | 11:00 |  |
| Universidad de Costa Rica F.C. | 1 - 1 | C.S. Herediano     | [ Estadio Miguel Ángel Camacho | 23 de septiembre | 15:00 |  |
| Guadalupe F.C.                 | 1 - 1 | Pérez Zeledón      | "Coyella" Fonseca              | 23 de septiembre | 15:00 |  |
| Total de goles: 13             |       |                    |                                |                  |       |  |

| Deportivo Saprissa | 3 - 3 | A. D. San Carlos               | Ricardo Saprissa | 30 de septiembre | 11:00 |  |
| Municipal Grecia   | 2 - 1 | Universidad de Costa Rica F.C. | Allen Riggioni   | 30 de septiembre | 11:00 |  |
| A.D. Carmelita     | 0 - 3 | Santos de Guápiles             | Rafael Bolaños   | 30 de septiembre | 13:30 |  |
| Pérez Zeledón      | 3 - 1 | L.D. Alajuelense               | "Cuty" Monge     | 30 de septiembre | 14:00 |  |
| Limón F.C.         | 1 - 3 | C.S. Cartaginés                | Juan Gobán       | 30 de septiembre | 15:00 |  |
| C.S. Herediano     | 2 - 1 | Guadalupe F.C.                 | Rosabal Cordero  | 30 de septiembre | 17:35 |  |
| Total de goles:23  |       |                                |                  |                  |       |  |

| Santos de Guápiles | 0 - 1 | C.S. Herediano                 | "Cuty" Monge      | 3 de octubre | 15:00 |  |
| Guadalupe F.C.     | 1 - 1 | Municipal Grecia               | "Coyella" Fonseca | 3 de octubre | 15:05 |  |
| A. D. San Carlos   | 2 - 1 | Pérez Zeledón                  | Carlos Ugalde     | 3 de octubre | 20:00 |  |
| Deportivo Saprissa | 4 - 0 | Universidad de Costa Rica F.C. | Ricardo Saprissa  | 3 de octubre | 20:00 |  |
| L.D. Alajuelense   | 2 - 1 | C.S. Cartaginés                | Morera Soto       | 3 de octubre | 20:05 |  |
| Limón F.C.         | 1 - 1 | A.D. Carmelita                 | Juan Gobán        | 4 de octubre | 15:30 |  |
| Total de goles:15  |       |                                |                   |              |       |  |

| C.S. Herediano     | 2 - 0 | Deportivo Saprissa             | Rosabal Cordero | 6 de octubre | 19:15 |  |
| C.S. Cartaginés    | 5 - 1 | Guadalupe F.C.                 | "Fello" Meza    | 7 de octubre | 11:00 |  |
| Municipal Grecia   | 1 - 0 | A. D. San Carlos               | Allen Riggioni  | 7 de octubre | 11:00 |  |
| Pérez Zeledón      | 1 - 1 | Limón F.C.                     | Morera Soto     | 7 de octubre | 14:00 |  |
| A.D. Carmelita     | 0 - 1 | L.D. Alajuelense               | Rafael Bolaños  | 7 de octubre | 15:00 |  |
| Santos de Guápiles | 2 - 1 | Universidad de Costa Rica F.C. | "Cuty" Monge    | 7 de octubre | 15:00 |  |
| Total de goles: 15 |       |                                |                 |              |       |  |

| Santos de Guápiles             | 0 - 2 | Guadalupe F.C.  | "Cuty" Monge     | 13 de octubre | 15:00 |  |
| A. D. San Carlos               | 1 - 1 | C.S. Cartaginés | Carlos Ugalde    | 13 de octubre | 19:30 |  |
| L.D. Alajuelense               | 1 - 0 | Limón F.C.      | Morera Soto      | 14 de octubre | 11:05 |  |
| Universidad de Costa Rica F.C. | 3 - 4 | A.D. Carmelita  | "Cuty" Monge     | 14 de octubre | 15:00 |  |
| Municipal Grecia               | 2 - 0 | C.S. Herediano  | Allen Riggioni   | 14 de octubre | 15:00 |  |
| Deportivo Saprissa             | 2 - 2 | Pérez Zeledón   | Ricardo Saprissa | 14 de octubre | 16:00 |  |
| Total de goles: 18             |       |                 |                  |               |       |  |

| Pérez Zeledón     | 2 - 0 | Universidad de Costa Rica F.C. | "Cuty" Monge      | 17 de octubre | 14:00 |  |
| A.D. Carmelita    | 2 - 4 | A. D. San Carlos               | Rafael Bolaños    | 17 de octubre | 15:00 |  |
| L.D. Alajuelense  | 1 - 0 | Santos de Guápiles             | Morera Soto       | 17 de octubre | 20:00 |  |
| C.S. Cartaginés   | 3 - 2 | C.S. Herediano                 | "Fello" Meza      | 17 de octubre | 20:00 |  |
| Limón F.C.        | 2 - 1 | Municipal Grecia               | Juan Gobán        | 18 de octubre | 15:00 |  |
| Guadalupe F.C.    | 0 - 2 | Deportivo Saprissa             | "Coyella" Fonseca | 18 de octubre | 20:05 |  |
| Total de goles:19 |       |                                |                   |               |       |  |

| Santos de Guápiles             | 1 - 1 | Limón F.C.       | Ebal Rodríguez    | 20 de octubre | 18:00 |  |
| C.S. Herediano                 | 0 - 1 | Pérez Zeledón    | Rosabal Cordero   | 20 de octubre | 20:00 |  |
| Municipal Grecia               | 2 - 0 | A.D. Carmelita   | Allen Riggioni    | 21 de octubre | 11:05 |  |
| Deportivo Saprissa             | 2 - 1 | L.D. Alajuelense | Ricardo Saprissa  | 21 de octubre | 16:00 |  |
| Universidad de Costa Rica F.C. | 1 - 2 | C.S. Cartaginés  | "Coyella" Fonseca | 21 de octubre | 17:00 |  |
| A. D. San Carlos               | 2 - 1 | Guadalupe F.C.   | Carlos Ugalde     | 22 de octubre | 20:00 |  |
| Total de goles:14              |       |                  |                   |               |       |  |

| C.S. Cartaginés   | 2 - 3 | Municipal Grecia               | "Fello" Meza      | 28 de octubre | 11:00 |                     |
| L.D. Alajuelense  | 2 - 1 | A. D. San Carlos               | Morera Soto       | 28 de octubre | 11:00 |                     |
| A.D. Carmelita    | 0 - 0 | C.S. Herediano                 | Rafael Bolaños    | 28 de octubre | 13:30 |                     |
| Limón F.C.        | 1 - 1 | Deportivo Saprissa             | Juan Gobán        | 28 de octubre | 15:05 |                     |
| Guadalupe F.C.    | 1 - 0 | Universidad de Costa Rica F.C. | "Coyella" Fonseca | 28 de octubre | 15:35 | No hubo transmisión |
| Pérez Zeledón     | 2 - 1 | Santos de Guápiles             | Morera Soto       | 28 de octubre | 16:00 |                     |
| Total de goles:14 |       |                                |                   |               |       |                     |

| Universidad de Costa Rica F.C. | 2 - 2 | Limón F.C.       | "Cuty" Monge      | 3 de noviembre | 15:00 |  |
| Santos de Guápiles             | 0 - 2 | A. D. San Carlos | Ebal Rodríguez    | 3 de noviembre | 18:00 |  |
| Pérez Zeledón                  | 2 - 1 | Municipal Grecia | "Cuty" Monge      | 4 de noviembre | 14:00 |  |
| Guadalupe F.C.                 | 2 - 1 | A.D. Carmelita   | "Coyella" Fonseca | 4 de noviembre | 15:00 |  |
| Deportivo Saprissa             | 4 - 1 | C.S. Cartaginés  | Ricardo Saprissa  | 4 de noviembre | 16:00 |  |
| C.S. Herediano                 | 1 - 0 | L.D. Alajuelense | Rosabal Cordero   | 4 de noviembre | 18:00 |  |
| Total de goles:18              |       |                  |                   |                |       |  |

| Pérez Zeledón     | 2 - 2 | A.D. Carmelita                 | "Cuty" Monge      | 7 de noviembre | 14:00 |                     |
| Limón F.C.        | 5 - 2 | Guadalupe F.C.                 | Juan Gobán        | 7 de noviembre | 15:05 | No hubo transmisión |
| C.S. Cartaginés   | 4 - 3 | Santos de Guápiles             | "Fello" Meza      | 7 de noviembre | 20:00 |                     |
| L.D. Alajuelense  | 5 - 1 | Universidad de Costa Rica F.C. | Morera Soto       | 7 de noviembre | 20:00 |                     |
| A. D. San Carlos  | 1 - 2 | C.S. Herediano                 | Carlos Ugalde     | 7 de noviembre | 20:00 |                     |
| Municipal Grecia  | 1 - 3 | Deportivo Saprissa             | "Coyella" Fonseca | 8 de noviembre | 20:00 |                     |
| Total de goles:31 |       |                                |                   |                |       |                     |

| Pérez Zeledón                  | 1 - 1 | C.S. Cartaginés  | "Cuty" Monge      | 11 de noviembre | 15:00 |  |
| Deportivo Saprissa             | 3 - 0 | A.D. Carmelita   | Ricardo Saprissa  | 11 de noviembre | 15:00 |  |
| Guadalupe F.C.                 | 0 - 2 | L.D. Alajuelense | "Coyella" Fonseca | 11 de noviembre | 15:00 |  |
| C.S. Herediano                 | 6 - 2 | Limón F.C.       | Rosabal Cordero   | 11 de noviembre | 15:00 |  |
| Universidad de Costa Rica F.C. | 1 - 2 | A. D. San Carlos | Rafael Bolaños    | 11 de noviembre | 15:00 |  |
| Santos de Guápiles             | 2 - 0 | Municipal Grecia | Ebal Rodríguez    | 11 de noviembre | 17:00 |  |
| Total de goles:20              |       |                  |                   |                 |       |  |

## Fase Final
|  | Semifinales                                         | Semifinales                                         | Semifinales                                         | Semifinales                                         | Semifinales                                         |   |                | Final Segunda Ronda                          | Final Segunda Ronda                          | Final Segunda Ronda                          | Final Segunda Ronda                          | Final Segunda Ronda                          |  |                    | Final Apertura                                 | Final Apertura                                 | Final Apertura                                 | Final Apertura                                 | Final Apertura                                 |  |
|  | 24 y 25 de noviembre (Ida) 28 de noviembre (Vuelta) | 24 y 25 de noviembre (Ida) 28 de noviembre (Vuelta) | 24 y 25 de noviembre (Ida) 28 de noviembre (Vuelta) | 24 y 25 de noviembre (Ida) 28 de noviembre (Vuelta) | 24 y 25 de noviembre (Ida) 28 de noviembre (Vuelta) |   |                | 2 de diciembre (Ida) 9 de diciembre (Vuelta) | 2 de diciembre (Ida) 9 de diciembre (Vuelta) | 2 de diciembre (Ida) 9 de diciembre (Vuelta) | 2 de diciembre (Ida) 9 de diciembre (Vuelta) | 2 de diciembre (Ida) 9 de diciembre (Vuelta) |  |                    | 16 de diciembre (Ida) 23 de diciembre (Vuelta) | 16 de diciembre (Ida) 23 de diciembre (Vuelta) | 16 de diciembre (Ida) 23 de diciembre (Vuelta) | 16 de diciembre (Ida) 23 de diciembre (Vuelta) | 16 de diciembre (Ida) 23 de diciembre (Vuelta) |  |
|  |                                                     |                                                     |                                                     |                                                     |                                                     |   |                |                                              |                                              |                                              |                                              |                                              |  |                    |                                                |                                                |                                                |                                                |                                                |  |
|  |                                                     |                                                     |                                                     |                                                     |                                                     |   |                |                                              |                                              |                                              |                                              |                                              |  |                    |                                                |                                                |                                                |                                                |                                                |  |
|  | 1                                                   | Deportivo Saprissa                                  | 0                                                   | 1                                                   | 1 (2)                                               |   |                |                                              |                                              |                                              |                                              |                                              |  |                    |                                                |                                                |                                                |                                                |                                                |  |
|  | 1                                                   | Deportivo Saprissa                                  | 0                                                   | 1                                                   | 1 (2)                                               |   |                |                                              |                                              |                                              |                                              |                                              |  |                    |                                                |                                                |                                                |                                                |                                                |  |
|  | 4                                                   | C.S. Herediano                                      | 1                                                   | 0                                                   | 1 (4)                                               |   |                |                                              |                                              |                                              |                                              |                                              |  |                    |                                                |                                                |                                                |                                                |                                                |  |
|  | 4                                                   | C.S. Herediano                                      | 1                                                   | 0                                                   | 1 (4)                                               |   | C.S. Herediano | C.S. Herediano                               | 2                                            | 1                                            | 3 (4)                                        |                                              |  |                    |                                                |                                                |                                                |                                                |                                                |  |
|  |                                                     |                                                     |                                                     |                                                     |                                                     |   | C.S. Herediano | C.S. Herediano                               | 2                                            | 1                                            | 3 (4)                                        |                                              |  |                    |                                                |                                                |                                                |                                                |                                                |  |
|  |                                                     |                                                     | L.D. Alajuelense                                    | L.D. Alajuelense                                    | 1                                                   | 2 | 3 (2)          |                                              |                                              |                                              |                                              |                                              |  |                    |                                                |                                                |                                                |                                                |                                                |  |
|  | 2                                                   | L.D. Alajuelense                                    | L.D. Alajuelense                                    | L.D. Alajuelense                                    | 1                                                   | 2 | 3 (2)          | 1                                            | 1                                            | 2 (3)                                        |                                              |                                              |  |                    |                                                |                                                |                                                |                                                |                                                |  |
|  | 2                                                   | L.D. Alajuelense                                    |                                                     |                                                     |                                                     |   |                |                                              |                                              | 2 (3)                                        |                                              |                                              |  |                    |                                                |                                                |                                                |                                                |                                                |  |
|  | 3                                                   | A. D. San Carlos                                    | 1                                                   | 1                                                   | 2 (1)                                               |   |                |                                              |                                              |                                              |                                              |                                              |  |                    |                                                |                                                |                                                |                                                |                                                |  |
|  | 3                                                   | A. D. San Carlos                                    | 1                                                   | 1                                                   | 2 (1)                                               |   |                |                                              |                                              |                                              |                                              |                                              |  | Deportivo Saprissa | Deportivo Saprissa                             | 2                                              | 2                                              | 4                                              |                                                |  |
|  |                                                     |                                                     |                                                     |                                                     |                                                     |   |                |                                              |                                              |                                              |                                              |                                              |  | Deportivo Saprissa | Deportivo Saprissa                             | 2                                              | 2                                              | 4                                              |                                                |  |
|  |                                                     |                                                     | C.S. Herediano                                      | C.S. Herediano                                      | 2                                                   | 3 | 5              |                                              |                                              |                                              |                                              |                                              |  |                    |                                                |                                                |                                                |                                                |                                                |  |
|  |                                                     |                                                     | C.S. Herediano                                      | C.S. Herediano                                      | 2                                                   | 3 | 5              |                                              |                                              |                                              |                                              |                                              |  |                    |                                                |                                                |                                                |                                                |                                                |  |
|  |                                                     |                                                     |                                                     |                                                     |                                                     |   |                |                                              |                                              |                                              |                                              |                                              |  |                    |                                                |                                                |                                                |                                                |                                                |  |
|  |                                                     |                                                     |                                                     |                                                     |                                                     |   |                |                                              |                                              |                                              |                                              |                                              |  |                    |                                                |                                                |                                                |                                                |                                                |  |
|  |                                                     |                                                     |                                                     |                                                     |                                                     |   |                |                                              |                                              |                                              |                                              |                                              |  |                    |                                                |                                                |                                                |                                                |                                                |  |
|  |                                                     |                                                     |                                                     |                                                     |                                                     |   |                |                                              |                                              |                                              |                                              |                                              |  |                    |                                                |                                                |                                                |                                                |                                                |  |
|  |                                                     |                                                     |                                                     |                                                     |                                                     |   |                |                                              |                                              |                                              |                                              |                                              |  |                    |                                                |                                                |                                                |                                                |                                                |  |
|  |                                                     |                                                     |                                                     |                                                     |                                                     |   |                |                                              |                                              |                                              |                                              |                                              |  |                    |                                                |                                                |                                                |                                                |                                                |  |
|  |                                                     |                                                     |                                                     |                                                     |                                                     |   |                |                                              |                                              |                                              |                                              |                                              |  |                    |                                                |                                                |                                                |                                                |                                                |  |
|  |                                                     |                                                     |                                                     |                                                     |                                                     |   |                |                                              |                                              |                                              |                                              |                                              |  |                    |                                                |                                                |                                                |                                                |                                                |  |
|  |                                                     |                                                     |                                                     |                                                     |                                                     |   |                |                                              |                                              |                                              |                                              |                                              |  |                    |                                                |                                                |                                                |                                                |                                                |  |
|  |                                                     |                                                     |                                                     |                                                     |                                                     |   |                |                                              |                                              |                                              |                                              |                                              |  |                    |                                                |                                                |                                                |                                                |                                                |  |

### Tabla General
- Acumulada Fase regular y Segunda Fase

|    | Equipos            |  | PJ | PG | PE | PP | GF | GC | Dif. | Pts. |
| -- | ------------------ |  | -- | -- | -- | -- | -- | -- | ---- | ---- |
| 1. | L.D. Alajuelense   |  | 26 | 17 | 2  | 7  | 49 | 27 | +22  | 53   |
| 2. | Deportivo Saprissa |  | 24 | 15 | 6  | 3  | 46 | 18 | +28  | 51   |
| 3. | C.S. Herediano     |  | 26 | 13 | 5  | 8  | 39 | 30 | +9   | 44   |
| 4. | A. D. San Carlos   |  | 24 | 11 | 7  | 6  | 40 | 31 | +9   | 40   |

## Semifinales
- Los goles de visita cuentan doble.

| 24 de noviembre de 2018, 19:55 | C.S. Herediano | 1:0 (1:0) | Deportivo Saprissa | Rosabal Cordero, Heredia    |                             |
|                                | - Saravia 20'  | Reporte   |                    | Árbitro(s): Adrián Elizondo | Árbitro(s): Adrián Elizondo |

| 28 de noviembre de 2018, 20:00 | Deportivo Saprissa                                                       | 1:0 (1:0, 1:0) (t. s.)(2:4 p.) | C.S. Herediano                                                               | Ricardo Saprissa, Tibás, San José |                           |
|                                | - Venegas 34'                                                            |                                |                                                                              | Árbitro(s): Pedro Navarro         | Árbitro(s): Pedro Navarro |
|                                |                                                                          | Tiros desde el punto penal     |                                                                              |                                   |                           |
|                                | - Christian Bolaños - Juan Bustos - Ricardo Blanco - Juan Gabriel Guzmán |                                | - Gerardo Lugo - Júnior Díaz - Aldo Magaña - Antonio Pedroza - Pablo Salazar |                                   |                           |

| 25 de noviembre de 2018, 18:00 | A. D. San Carlos | 1:1 (0:1) | L.D. Alajuelense      | Carlos Ugalde, Ciudad Quesada, Alajuela |                                |
|                                | - Saborío 54'    | Reporte   | - McDonald 37' (pen.) | Árbitro(s): Cristian Rodríguez          | Árbitro(s): Cristian Rodríguez |

| 28 de noviembre de 2018, 20:00 | L.D. Alajuelense                                                 | 1:1 (1:1, 0:0) (t. s.)(3:1 p.) | A. D. San Carlos                                                  | Morera Soto, Alajuela     |                           |
|                                | - López 56'                                                      |                                | - Saborío 84' (pen.)                                              | Árbitro(s): Geiner Zúñiga | Árbitro(s): Geiner Zúñiga |
|                                |                                                                  | Tiros desde el punto penal     |                                                                   |                           |                           |
|                                | - Roger Rojas - Kenner Gutiérrez - Jonathan Moya - Allen Guevara |                                | - Álvaro Saborío - Fernando Brenes - Pedro Leal - Esteban Ramírez |                           |                           |

## Final Segunda Ronda
- Ganador de esta serie enfrentará al Saprissa en la Gran Final.

| 02 de diciembre de 2018, 18:00 | C.S. Herediano        | 2:1 (0:0) | L.D. Alajuelense | Rosabal Cordero, Heredia   |                            |
|                                | - Ruíz 59' (pen.) 74' | Reporte   | - Foster 87'     | Árbitro(s): Keylor Herrera | Árbitro(s): Keylor Herrera |

| 09 de diciembre de 2018, 11:00 | L.D. Alajuelense                                                      | 2:1 (2:1, 1:0) (t. s.)(2:4 p.) | C.S. Herediano                                                      | Morera Soto, Alajuela           |                                 |
|                                | - McDonald 28' - Moya 73'                                             |                                | - Cruz 54'                                                          | Árbitro(s): Christian Rodríguez | Árbitro(s): Christian Rodríguez |
|                                |                                                                       | Tiros desde el punto penal     |                                                                     |                                 |                                 |
|                                | - Roger Rojas - Freddy Álvarez - Jonathan McDonald - Kenner Gutiérrez |                                | - Randall Azofeifa - Pablo Salazar - Gerardo Lugo - Antonio Pedroza |                                 |                                 |

## Gran Final
| 16 de diciembre de 2018, 18:55 | C.S. Herediano              | 2:2 (1:0) | Deportivo Saprissa         | Rosabal Cordero, Heredia    |                             |
|                                | - 40' Granados - 79' Magaña | Reporte   | - 69' Venegas - 87' Cabral | Árbitro(s): Adrián Elizondo | Árbitro(s): Adrián Elizondo |

| 23 de diciembre de 2018, 16:00 | Deportivo Saprissa                | 2:3 (2:2, 1:0) (t. s.) | C.S. Herediano                        | Ricardo Saprissa, Tibás San José |                           |
|                                | - 35' (ag) Arellano - 65' Venegas | Reporte                | - 48' Marín - 70' Reyes - 113' Magaña | Árbitro(s): Pedro Navarro        | Árbitro(s): Pedro Navarro |

### Final Apertura - Ida
| 1     | POR   | Leonel Moreira         |     |
| 21    | DEF   | Pablo Salazar          |     |
| 37    | DEF   | Keysher Fuller         |     |
| 99    | DEF   | Keyner Brown           |     |
| 42    | DEF   | Heyreel Saravia        |     |
| 8     | MED   | Allan Cruz             |     |
| 5     | MED   | Óscar Esteban Granados |     |
| 11    | MED   | Jimmy Marín            |     |
| 9     | MED   | Omar Arellano          | 31' |
| 7     | DEL   | Yendrick Ruíz          | 60' |
| 77    | DEL   | José Guillermo Ortiz   | 67' |
| D. T. | D. T. | Jafet Soto             |     |

| 1     | POR   | Kevin Briceño       |     |
| 12    | DEF   | Ricardo Blanco      |     |
| 3     | DEF   | Yostin Salinas      | 45' |
| 5     | DEF   | Alejandro Cabral    |     |
| 14    | DEF   | Jaikel Medina       |     |
| 17    | DEF   | Juan Gabriel Guzmán |     |
| 20    | MED   | Mariano Torres      |     |
| 2     | MED   | Christian Bolaños   |     |
| 10    | MED   | Marvin Angulo       | 75' |
| 18    | DEL   | Luis Stewart Pérez  |     |
| 7     | DEL   | Johan Venegas       | 80' |
| D. T. | D. T. | Vladimir Quesada    |     |

| 23 | Centrocampista | Gerardo Lugo     | 31' |
| 17 | Delantero      | Aldo Magaña      | 60' |
| 12 | Centrocampista | Randall Azofeifa | 67' |

| 6  | Defensa        | Heiner Mora       | 45' |
| 11 | Centrocampista | Michael Barrantes | 75' |
| 9  | Delantero      | Tássio            | 80' |

| 40' · 79' · | Granados Magaña | 1:0 2:1 |

| 69' · 87' · | Johan Venegas Alejandro Cabral | 1:1 2:2 |

| 39' · 84' · | Saravia Óscar Esteban Granados |

| 10' · 35' · 81' · 90' · | Yostin Salinas Mariano Torres Jaikel Medina Christian Bolaños |

| Principal  | Adrián Elizondo  |
| Asistentes | Juan Carlos Mora |
|            | William Chow     |
| Cuarto     | Henry Bejarano   |

|                    |     |     |
| Tiros              | 5   | 9   |
| Tiros a puerta     | 4   | 5   |
| Faltas             | 16  | 17  |
| Saques de esquina  | 10  | 2   |
| Fueras de juego    | 1   | 0   |
| Posesión del balón | 55% | 45% |

| Alineación inicial |

| 1     | POR   | Leonel Moreira         |     |
| 21    | DEF   | Pablo Salazar          |     |
| 37    | DEF   | Keysher Fuller         |     |
| 99    | DEF   | Keyner Brown           |     |
| 42    | DEF   | Heyreel Saravia        |     |
| 8     | MED   | Allan Cruz             |     |
| 5     | MED   | Óscar Esteban Granados |     |
| 11    | MED   | Jimmy Marín            |     |
| 9     | MED   | Omar Arellano          | 31' |
| 7     | DEL   | Yendrick Ruíz          | 60' |
| 77    | DEL   | José Guillermo Ortiz   | 67' |
| D. T. | D. T. | Jafet Soto             |     |

| 1     | POR   | Kevin Briceño       |     |
| 12    | DEF   | Ricardo Blanco      |     |
| 3     | DEF   | Yostin Salinas      | 45' |
| 5     | DEF   | Alejandro Cabral    |     |
| 14    | DEF   | Jaikel Medina       |     |
| 17    | DEF   | Juan Gabriel Guzmán |     |
| 20    | MED   | Mariano Torres      |     |
| 2     | MED   | Christian Bolaños   |     |
| 10    | MED   | Marvin Angulo       | 75' |
| 18    | DEL   | Luis Stewart Pérez  |     |
| 7     | DEL   | Johan Venegas       | 80' |
| D. T. | D. T. | Vladimir Quesada    |     |

| 23 | Centrocampista | Gerardo Lugo     | 31' |
| 17 | Delantero      | Aldo Magaña      | 60' |
| 12 | Centrocampista | Randall Azofeifa | 67' |

| 6  | Defensa        | Heiner Mora       | 45' |
| 11 | Centrocampista | Michael Barrantes | 75' |
| 9  | Delantero      | Tássio            | 80' |

| 40' · 79' · | Granados Magaña | 1:0 2:1 |

| 69' · 87' · | Johan Venegas Alejandro Cabral | 1:1 2:2 |

| 39' · 84' · | Saravia Óscar Esteban Granados |

| 10' · 35' · 81' · 90' · | Yostin Salinas Mariano Torres Jaikel Medina Christian Bolaños |

| Principal  | Adrián Elizondo  |
| Asistentes | Juan Carlos Mora |
|            | William Chow     |
| Cuarto     | Henry Bejarano   |

|                    |     |     |
| Tiros              | 5   | 9   |
| Tiros a puerta     | 4   | 5   |
| Faltas             | 16  | 17  |
| Saques de esquina  | 10  | 2   |
| Fueras de juego    | 1   | 0   |
| Posesión del balón | 55% | 45% |

| Alineación inicial |

| 1     | POR   | Leonel Moreira         |     |
| 21    | DEF   | Pablo Salazar          |     |
| 37    | DEF   | Keysher Fuller         |     |
| 99    | DEF   | Keyner Brown           |     |
| 42    | DEF   | Heyreel Saravia        |     |
| 8     | MED   | Allan Cruz             |     |
| 5     | MED   | Óscar Esteban Granados |     |
| 11    | MED   | Jimmy Marín            |     |
| 9     | MED   | Omar Arellano          | 31' |
| 7     | DEL   | Yendrick Ruíz          | 60' |
| 77    | DEL   | José Guillermo Ortiz   | 67' |
| D. T. | D. T. | Jafet Soto             |     |

| 1     | POR   | Kevin Briceño       |     |
| 12    | DEF   | Ricardo Blanco      |     |
| 3     | DEF   | Yostin Salinas      | 45' |
| 5     | DEF   | Alejandro Cabral    |     |
| 14    | DEF   | Jaikel Medina       |     |
| 17    | DEF   | Juan Gabriel Guzmán |     |
| 20    | MED   | Mariano Torres      |     |
| 2     | MED   | Christian Bolaños   |     |
| 10    | MED   | Marvin Angulo       | 75' |
| 18    | DEL   | Luis Stewart Pérez  |     |
| 7     | DEL   | Johan Venegas       | 80' |
| D. T. | D. T. | Vladimir Quesada    |     |

| 23 | Centrocampista | Gerardo Lugo     | 31' |
| 17 | Delantero      | Aldo Magaña      | 60' |
| 12 | Centrocampista | Randall Azofeifa | 67' |

| 6  | Defensa        | Heiner Mora       | 45' |
| 11 | Centrocampista | Michael Barrantes | 75' |
| 9  | Delantero      | Tássio            | 80' |

| 40' · 79' · | Granados Magaña | 1:0 2:1 |

| 69' · 87' · | Johan Venegas Alejandro Cabral | 1:1 2:2 |

| 39' · 84' · | Saravia Óscar Esteban Granados |

| 10' · 35' · 81' · 90' · | Yostin Salinas Mariano Torres Jaikel Medina Christian Bolaños |

| Principal  | Adrián Elizondo  |
| Asistentes | Juan Carlos Mora |
|            | William Chow     |
| Cuarto     | Henry Bejarano   |

|                    |     |     |
| Tiros              | 5   | 9   |
| Tiros a puerta     | 4   | 5   |
| Faltas             | 16  | 17  |
| Saques de esquina  | 10  | 2   |
| Fueras de juego    | 1   | 0   |
| Posesión del balón | 55% | 45% |

| Alineación inicial |

| 1     | POR   | Leonel Moreira         |     |
| 21    | DEF   | Pablo Salazar          |     |
| 37    | DEF   | Keysher Fuller         |     |
| 99    | DEF   | Keyner Brown           |     |
| 42    | DEF   | Heyreel Saravia        |     |
| 8     | MED   | Allan Cruz             |     |
| 5     | MED   | Óscar Esteban Granados |     |
| 11    | MED   | Jimmy Marín            |     |
| 9     | MED   | Omar Arellano          | 31' |
| 7     | DEL   | Yendrick Ruíz          | 60' |
| 77    | DEL   | José Guillermo Ortiz   | 67' |
| D. T. | D. T. | Jafet Soto             |     |

| 1     | POR   | Kevin Briceño       |     |
| 12    | DEF   | Ricardo Blanco      |     |
| 3     | DEF   | Yostin Salinas      | 45' |
| 5     | DEF   | Alejandro Cabral    |     |
| 14    | DEF   | Jaikel Medina       |     |
| 17    | DEF   | Juan Gabriel Guzmán |     |
| 20    | MED   | Mariano Torres      |     |
| 2     | MED   | Christian Bolaños   |     |
| 10    | MED   | Marvin Angulo       | 75' |
| 18    | DEL   | Luis Stewart Pérez  |     |
| 7     | DEL   | Johan Venegas       | 80' |
| D. T. | D. T. | Vladimir Quesada    |     |

| 23 | Centrocampista | Gerardo Lugo     | 31' |
| 17 | Delantero      | Aldo Magaña      | 60' |
| 12 | Centrocampista | Randall Azofeifa | 67' |

| 6  | Defensa        | Heiner Mora       | 45' |
| 11 | Centrocampista | Michael Barrantes | 75' |
| 9  | Delantero      | Tássio            | 80' |

| 40' · 79' · | Granados Magaña | 1:0 2:1 |

| 69' · 87' · | Johan Venegas Alejandro Cabral | 1:1 2:2 |

| 39' · 84' · | Saravia Óscar Esteban Granados |

| 10' · 35' · 81' · 90' · | Yostin Salinas Mariano Torres Jaikel Medina Christian Bolaños |

| Principal  | Adrián Elizondo  |
| Asistentes | Juan Carlos Mora |
|            | William Chow     |
| Cuarto     | Henry Bejarano   |

|                    |     |     |
| Tiros              | 5   | 9   |
| Tiros a puerta     | 4   | 5   |
| Faltas             | 16  | 17  |
| Saques de esquina  | 10  | 2   |
| Fueras de juego    | 1   | 0   |
| Posesión del balón | 55% | 45% |

| Alineación inicial |

### Final - Vuelta
| 1     | POR   | Kevin Briceño       |      |
| 3     | DEF   | Yostin Salinas      | 112' |
| 14    | DEF   | Jaikel Medina       |      |
| 5     | DEF   | Alejandro Cabral    |      |
| 17    | DEF   | Juan Gabriel Guzmán |      |
| 2     | DEF   | Christian Bolaños   |      |
| 20    | MED   | Mariano Torres      |      |
| 11    | MED   | Michael Barrantes   |      |
| 10    | MED   | Marvin Angulo       |      |
| 18    | DEL   | Luis Stewart Pérez  | 73'  |
| 7     | DEL   | Johan Venegas       | 73'  |
| D. T. | D. T. | Vladimir Quesada    |      |

| 1     | POR   | Leonel Moreira         |     |
| 53    | DEF   | Christian Reyes        |     |
| 21    | DEF   | Pablo Salazar          |     |
| 15    | DEF   | Júnior Díaz            |     |
| 42    | DEF   | Heyreel Saravia        | 15' |
| 8     | MED   | Allan Cruz             |     |
| 11    | MED   | Jimmy Marín            |     |
| 12    | MED   | Randall Azofeifa       |     |
| 5     | MED   | Óscar Esteban Granados |     |
| 7     | DEL   | Yendrick Ruíz          | 80' |
| 77    | DEL   | José Guillermo Ortiz   | 45' |
| D. T. | D. T. | Jafet Soto             |     |

| 6  | Defensa        | Heiner Mora   | 73'  |
| 29 | Delantero      | Jairo Arrieta | 73'  |
| 21 | Centrocampista | Juan Bustos   | 112' |

| 9  | Centrocampista | Omar Arellano | 15' |
| 23 | Centrocampista | Gerardo Lugo  | 45' |
| 17 | Delantero      | Aldo Magaña   | 80' |

| 35' (ag) · 65' · | Arellano Johan Venegas |  |

| 48' · 70' · 113' · | Marín Christian Reyes Magaña |  |

| 67' · 77' · 85' · 93' · 97' · 104' | Alejandro Cabral Yostin Salinas Jairo Arrieta Jaikel Medina Mariano Torres Heiner Mora |

| 10' · 70' · 97' · 119' · 122' | Randall Azofeifa Jimmy Marín Gerardo Lugo Óscar Esteban Granados Leonel Moreira |

| 88' · | Alejandro Cabral |

| 117' · | Omar Arellano |

| Principal  | Pedro Navarro       |
| Asistentes | Octavio Jara        |
|            | Ricardo Martínez    |
| Cuarto     | Christian Rodríguez |

|                    |     |     |
| Tiros              | 9   | 4   |
| Tiros a puerta     | 5   | 3   |
| Faltas             | 15  | 15  |
| Saques de esquina  | 0   | 0   |
| Penaltis           | 0   | 0   |
| Fueras de juego    | 2   | 1   |
| Posesión del balón | 50% | 50% |

| Alineación inicial |

| 1     | POR   | Kevin Briceño       |      |
| 3     | DEF   | Yostin Salinas      | 112' |
| 14    | DEF   | Jaikel Medina       |      |
| 5     | DEF   | Alejandro Cabral    |      |
| 17    | DEF   | Juan Gabriel Guzmán |      |
| 2     | DEF   | Christian Bolaños   |      |
| 20    | MED   | Mariano Torres      |      |
| 11    | MED   | Michael Barrantes   |      |
| 10    | MED   | Marvin Angulo       |      |
| 18    | DEL   | Luis Stewart Pérez  | 73'  |
| 7     | DEL   | Johan Venegas       | 73'  |
| D. T. | D. T. | Vladimir Quesada    |      |

| 1     | POR   | Leonel Moreira         |     |
| 53    | DEF   | Christian Reyes        |     |
| 21    | DEF   | Pablo Salazar          |     |
| 15    | DEF   | Júnior Díaz            |     |
| 42    | DEF   | Heyreel Saravia        | 15' |
| 8     | MED   | Allan Cruz             |     |
| 11    | MED   | Jimmy Marín            |     |
| 12    | MED   | Randall Azofeifa       |     |
| 5     | MED   | Óscar Esteban Granados |     |
| 7     | DEL   | Yendrick Ruíz          | 80' |
| 77    | DEL   | José Guillermo Ortiz   | 45' |
| D. T. | D. T. | Jafet Soto             |     |

| 6  | Defensa        | Heiner Mora   | 73'  |
| 29 | Delantero      | Jairo Arrieta | 73'  |
| 21 | Centrocampista | Juan Bustos   | 112' |

| 9  | Centrocampista | Omar Arellano | 15' |
| 23 | Centrocampista | Gerardo Lugo  | 45' |
| 17 | Delantero      | Aldo Magaña   | 80' |

| 35' (ag) · 65' · | Arellano Johan Venegas |  |

| 48' · 70' · 113' · | Marín Christian Reyes Magaña |  |

| 67' · 77' · 85' · 93' · 97' · 104' | Alejandro Cabral Yostin Salinas Jairo Arrieta Jaikel Medina Mariano Torres Heiner Mora |

| 10' · 70' · 97' · 119' · 122' | Randall Azofeifa Jimmy Marín Gerardo Lugo Óscar Esteban Granados Leonel Moreira |

| 88' · | Alejandro Cabral |

| 117' · | Omar Arellano |

| Principal  | Pedro Navarro       |
| Asistentes | Octavio Jara        |
|            | Ricardo Martínez    |
| Cuarto     | Christian Rodríguez |

|                    |     |     |
| Tiros              | 9   | 4   |
| Tiros a puerta     | 5   | 3   |
| Faltas             | 15  | 15  |
| Saques de esquina  | 0   | 0   |
| Penaltis           | 0   | 0   |
| Fueras de juego    | 2   | 1   |
| Posesión del balón | 50% | 50% |

| Alineación inicial |

| 1     | POR   | Kevin Briceño       |      |
| 3     | DEF   | Yostin Salinas      | 112' |
| 14    | DEF   | Jaikel Medina       |      |
| 5     | DEF   | Alejandro Cabral    |      |
| 17    | DEF   | Juan Gabriel Guzmán |      |
| 2     | DEF   | Christian Bolaños   |      |
| 20    | MED   | Mariano Torres      |      |
| 11    | MED   | Michael Barrantes   |      |
| 10    | MED   | Marvin Angulo       |      |
| 18    | DEL   | Luis Stewart Pérez  | 73'  |
| 7     | DEL   | Johan Venegas       | 73'  |
| D. T. | D. T. | Vladimir Quesada    |      |

| 1     | POR   | Leonel Moreira         |     |
| 53    | DEF   | Christian Reyes        |     |
| 21    | DEF   | Pablo Salazar          |     |
| 15    | DEF   | Júnior Díaz            |     |
| 42    | DEF   | Heyreel Saravia        | 15' |
| 8     | MED   | Allan Cruz             |     |
| 11    | MED   | Jimmy Marín            |     |
| 12    | MED   | Randall Azofeifa       |     |
| 5     | MED   | Óscar Esteban Granados |     |
| 7     | DEL   | Yendrick Ruíz          | 80' |
| 77    | DEL   | José Guillermo Ortiz   | 45' |
| D. T. | D. T. | Jafet Soto             |     |

| 6  | Defensa        | Heiner Mora   | 73'  |
| 29 | Delantero      | Jairo Arrieta | 73'  |
| 21 | Centrocampista | Juan Bustos   | 112' |

| 9  | Centrocampista | Omar Arellano | 15' |
| 23 | Centrocampista | Gerardo Lugo  | 45' |
| 17 | Delantero      | Aldo Magaña   | 80' |

| 35' (ag) · 65' · | Arellano Johan Venegas |  |

| 48' · 70' · 113' · | Marín Christian Reyes Magaña |  |

| 67' · 77' · 85' · 93' · 97' · 104' | Alejandro Cabral Yostin Salinas Jairo Arrieta Jaikel Medina Mariano Torres Heiner Mora |

| 10' · 70' · 97' · 119' · 122' | Randall Azofeifa Jimmy Marín Gerardo Lugo Óscar Esteban Granados Leonel Moreira |

| 88' · | Alejandro Cabral |

| 117' · | Omar Arellano |

| Principal  | Pedro Navarro       |
| Asistentes | Octavio Jara        |
|            | Ricardo Martínez    |
| Cuarto     | Christian Rodríguez |

|                    |     |     |
| Tiros              | 9   | 4   |
| Tiros a puerta     | 5   | 3   |
| Faltas             | 15  | 15  |
| Saques de esquina  | 0   | 0   |
| Penaltis           | 0   | 0   |
| Fueras de juego    | 2   | 1   |
| Posesión del balón | 50% | 50% |

| Alineación inicial |

| 1     | POR   | Kevin Briceño       |      |
| 3     | DEF   | Yostin Salinas      | 112' |
| 14    | DEF   | Jaikel Medina       |      |
| 5     | DEF   | Alejandro Cabral    |      |
| 17    | DEF   | Juan Gabriel Guzmán |      |
| 2     | DEF   | Christian Bolaños   |      |
| 20    | MED   | Mariano Torres      |      |
| 11    | MED   | Michael Barrantes   |      |
| 10    | MED   | Marvin Angulo       |      |
| 18    | DEL   | Luis Stewart Pérez  | 73'  |
| 7     | DEL   | Johan Venegas       | 73'  |
| D. T. | D. T. | Vladimir Quesada    |      |

| 1     | POR   | Leonel Moreira         |     |
| 53    | DEF   | Christian Reyes        |     |
| 21    | DEF   | Pablo Salazar          |     |
| 15    | DEF   | Júnior Díaz            |     |
| 42    | DEF   | Heyreel Saravia        | 15' |
| 8     | MED   | Allan Cruz             |     |
| 11    | MED   | Jimmy Marín            |     |
| 12    | MED   | Randall Azofeifa       |     |
| 5     | MED   | Óscar Esteban Granados |     |
| 7     | DEL   | Yendrick Ruíz          | 80' |
| 77    | DEL   | José Guillermo Ortiz   | 45' |
| D. T. | D. T. | Jafet Soto             |     |

| 6  | Defensa        | Heiner Mora   | 73'  |
| 29 | Delantero      | Jairo Arrieta | 73'  |
| 21 | Centrocampista | Juan Bustos   | 112' |

| 9  | Centrocampista | Omar Arellano | 15' |
| 23 | Centrocampista | Gerardo Lugo  | 45' |
| 17 | Delantero      | Aldo Magaña   | 80' |

| 35' (ag) · 65' · | Arellano Johan Venegas |  |

| 48' · 70' · 113' · | Marín Christian Reyes Magaña |  |

| 67' · 77' · 85' · 93' · 97' · 104' | Alejandro Cabral Yostin Salinas Jairo Arrieta Jaikel Medina Mariano Torres Heiner Mora |

| 10' · 70' · 97' · 119' · 122' | Randall Azofeifa Jimmy Marín Gerardo Lugo Óscar Esteban Granados Leonel Moreira |

| 88' · | Alejandro Cabral |

| 117' · | Omar Arellano |

| Principal  | Pedro Navarro       |
| Asistentes | Octavio Jara        |
|            | Ricardo Martínez    |
| Cuarto     | Christian Rodríguez |

|                    |     |     |
| Tiros              | 9   | 4   |
| Tiros a puerta     | 5   | 3   |
| Faltas             | 15  | 15  |
| Saques de esquina  | 0   | 0   |
| Penaltis           | 0   | 0   |
| Fueras de juego    | 2   | 1   |
| Posesión del balón | 50% | 50% |

| Alineación inicial |

|                              |
| Campeón Club Sport Herediano |
| 27.to título                 |

## Estadísticas

### Máximos goleadores
Lista con los máximos goleadores de la competencia.
| Pos. | Posición | Jugador              | Equipo             | Goles |
| ---- | -------- | -------------------- | ------------------ | ----- |
| 1.º  |          | Álvaro Saborío       | A. D. San Carlos   | 16    |
| 2.º  |          | Marcel Hernández     | C.S. Cartaginés    | 15    |
| 3.º  |          | Jonathan McDonald    | L.D. Alajuelense   | 14    |
| 4.º  |          | Bryan Rojas          | A.D. Carmelita     | 11    |
| 4.º  |          | Johan Venegas        | Deportivo Saprissa | 11    |
| 6.º  |          | Jonathan Moya        | L.D. Alajuelense   | 10    |
| 7.º  |          | José Guillermo Ortiz | C.S. Herediano     | 9     |
| 7.º  |          | Jossimar Pemberton   | C.S. Cartaginés    | 9     |

### Autogoles
| Ronaldo Dinolis                            | Santos de Guápiles | A.D. Carmelita     | 2 - 1 | 88' | 29 de julio      |
| Kevin Fajardo                              | C.S. Cartaginés    | A. D. San Carlos   | 1 - 1 | 34' | 19 de agosto     |
| José Garro                                 | Santos de Guápiles | L.D. Alajuelense   | 0 - 2 | 69' | 26 de agosto     |
| Edder Monguio                              | Pérez Zeledón      | C.S. Cartaginés    | 3 - 0 | 73' | 16 de septiembre |
| William Quirós                             | C.S. Cartaginés    | L.D. Alajuelense   | 2 - 1 | 47' | 3 de octubre     |
| Erick Cabalceta                            | A.D. Carmelita     | Limón F.C.         | 1 - 1 | 75' | 4 de octubre     |
| Heiner Mora                                | Deportivo Saprissa | C.S. Herediano     | 2 - 0 | 70' | 6 de octubre     |
| Félix Montoya                              | A.D. Carmelita     | A. D. San Carlos   | 2 - 4 | 56' | 17 de octubre    |
| José Miguel Cubero                         | L.D. Alajuelense   | Deportivo Saprissa | 2 - 1 | 37' | 21 de octubre    |
| Omar Arellano                              | C.S. Herediano     | Deportivo Saprissa | 2 - 3 | 34' | 23 de diciembre  |
| Última actualización: 23 de diciembre 2018 |                    |                    |       |     |                  |

### Tripletes o póker
Lista con los porteros con menos goles recibidos de la competencia.
| Bryan Rojas                                | A.D. Carmelita             | UCR Fútbol Club      | 3 - 2 | 5', 28' y 41'  | 19 de agosto     |
| Tássio                                     | Deportivo Saprissa         | Limón F.C.           | 4 - 0 | 81', 87' y 88' | 5 de septiembre  |
| Roger Rojas                                | Liga Deportiva Alajuelense | Club Sport Herediano | 6 - 1 | 11', 23' y 61' | 9 de septiembre  |
| Jonathan McDonald                          | Liga Deportiva Alajuelense | Guadalupe F.C.       | 3 - 1 | 20', 42' y 62' | 16 de septiembre |
| Última actualización:16 de septiembre 2018 |                            |                      |       |                |                  |

## Asistencia y recaudación
| Deportivo Saprissa                                    | 85,742 | ₡ 190,680,800.00 |
| L.D. Alajuelense                                      | 72,955 | ₡ 151,222,000.00 |
| C.S. Herediano                                        | 34,883 | ₡ 51,652,000.00  |
| C.S. Cartaginés                                       |        | ₡                |
| Municipal Grecia                                      |        | ₡                |
| A. D. San Carlos                                      |        | ₡                |
| Pérez Zeledón                                         |        | ₡                |
| Santos de Guápiles                                    |        | ₡                |
| Guadalupe F.C.                                        |        | ₡                |
| Universidad de Costa Rica F.C.                        |        | ₡                |
| A.D. Carmelita                                        |        | ₡                |
| Limón F.C.                                            |        | ₡                |
| Última actualización: Al cierre de la final de vuelta |        |                  |